# Chiesa di San Giovanni di Noale
La chiesa di San Giovanni di Noale è una chiesa campestre, ormai diroccata, situata in territorio di Ossi, centro abitato della Sardegna nord-occidentale. Fu edificata nel XIV secolo per sostituire un'altra chiesa presumibilmente in stile bizantino. Ad una sola navata e monoabsidata, venne elevata da maestranze franco-italiane. Consacrata al culto cattolico, fu officiata sino al XVIII secolo quando fu interdetta al culto dall'arcivescovo di Sassari Giulio Cesare Viancini.
Dal 2018 si è presa l'iniziativa di festeggiarvi san Giovanni Battista nonostante le fonti attestino l'intitolazione all'apostolo prediletto. In taluni casi, infatti, è spesso confondibile nei documenti d'archivio con la chiesa dedicata al Battista della vicina Ittiri, cui è stata un tempo affidata nonostante sia sempre appartenuta al villaggio di Ossi (centro che festeggiava il Battista nella chiesa di Santa Vittoria e presso l'omonima Società Operaia oggi estinta).